# مقاطعة سكريفين (جورجيا)
مقاطعة سكريفين (بالإنجليزية: Screven County)‏ هي إحدى المقاطعات في ولاية جورجيا في الولايات المتحدة الأمريكية. اعتبارًا من تعداد عام ٢٠٢٠، بلغ عدد السكان ١٤,٠٦٧ نسمة. مركز المقاطعة هو سيلفانيا.